# Бузиаш
Бузиаш (рум. Buziaș) — город в Румынии в жудеце Тимиш.

## История
Во II веке здесь было возведено римское укрепление. В документе 1320 года упоминается существовавшая в этих местах деревня.
В средние века эти земли были завоёваны Османской империей. В 1716 году во время австро-турецкой войны Банат был занят войсками Евгения Савойского, и по Пожаревацкому миру эти земли отошли Габсбургской монархии, образовавшей на них Темешварский банат. В связи с сильным опустошением земель в ходе военных действий сюда стали привлекать переселенцев, и здесь поселились люди из центральной Европы, известные как дунайские швабы. 
Благодаря наличию в окрестностях минеральных источников, с начала XIX века деревня стала развиваться как курорт. В 1898 году во время военных манёвров Бузиаш посетили император Франц Иосиф I и кронпринц Франц Фердинанд.
С 1921 года по Трианонскому договору Бузиаш вошёл в состав Румынии. В 1956 году Бузиаш получил статус города.